# Gran Premio di superbike di Montmelò 2023
Il Gran Premio di superbike di Montmelò 2023 è stato la quarta prova del mondiale superbike del 2023. Nello stesso fine settimana si sono corsi anche la quarta prova del campionato mondiale Supersport e la seconda del campionato mondiale Supersport 300.
Le tre gare del mondiale Superbike vengono vinte da Álvaro Bautista, mentre le gare del mondiale Supersport sono state vinte da Nicolò Bulega in gara 1 e da Bahattin Sofuoğlu in gara 2, quelle del mondiale Supersport 300 sono andate invece a Jeffrey Buis in gara 1 e Mirko Gennai in gara 2.
Per il pilota turco Bahattin Sofuoğlu si tratta della prima vittoria nel mondiale Supersport, mentre la MV Agusta non otteneva una doppietta dal Gran Premio d'Australia del 2015.

## Superbike gara 1

### Arrivati al traguardo
| Pos. | Nº | Pilota              | Squadra                   | Motocicletta        | Giri | Tempo     | Griglia | Punti |
| ---- | -- | ------------------- | ------------------------- | ------------------- | ---- | --------- | ------- | ----- |
| 1º   | 1  | Álvaro Bautista     | Aruba.it Racing - Ducati  | Ducati Panigale V4R | 17   | 29'06.615 | 1º      | 25    |
| 2º   | 54 | Toprak Razgatlıoğlu | Pata Yamaha Prometeon     | Yamaha YZF R1       | 17   | +8.864    | 4º      | 20    |
| 3º   | 65 | Jonathan Rea        | Kawasaki Racing           | Kawasaki ZX-10RR    | 17   | +8.927    | 3º      | 16    |
| 4º   | 55 | Andrea Locatelli    | Pata Yamaha Prometeon     | Yamaha YZF R1       | 17   | +13.992   | 6º      | 13    |
| 5º   | 77 | Dominique Aegerter  | GYTR GRT Yamaha           | Yamaha YZF R1       | 17   | +14.206   | 7º      | 11    |
| 6º   | 7  | Iker Lecuona        | Team HRC                  | Honda CBR1000 RR-R  | 17   | +15.809   | 11º     | 10    |
| 7º   | 47 | Axel Bassani        | Motocorsa Racing          | Ducati Panigale V4R | 17   | +18.222   | 5º      | 9     |
| 8º   | 97 | Xavi Vierge         | Team HRC                  | Honda CBR1000 RR-R  | 17   | +20.607   | 8º      | 8     |
| 9º   | 31 | Garrett Gerloff     | Bonovo Action BMW         | BMW M1000 RR        | 17   | +20.841   | 14º     | 7     |
| 10º  | 87 | Remy Gardner        | GYTR GRT Yamaha           | Yamaha YZF R1       | 17   | +23.475   | 9º      | 6     |
| 11º  | 5  | Philipp Öttl        | Team GoEleven             | Ducati Panigale V4R | 17   | +31.286   | 15º     | 5     |
| 12º  | 28 | Bradley Ray         | Yamaha Motoxracing        | Yamaha YZF R1       | 17   | +31.823   | 18º     | 4     |
| 13º  | 76 | Loris Baz           | Bonovo Action BMW         | BMW M1000 RR        | 17   | +32.859   | 16º     | 3     |
| 14º  | 35 | Hafizh Syahrin      | Petronas MIE Racing Honda | Honda CBR1000 RR-R  | 17   | +40.429   | 17º     | 2     |
| 15º  | 75 | Ivo Lopes           | Rokit BMW Motorrad        | BMW M1000 RR        | 17   | +46.947   | 20º     | 1     |
| 16º  | 66 | Tom Sykes           | Kawasaki Puccetti Racing  | Kawasaki ZX-10RR    | 17   | +50.828   | 21º     |       |
| 17º  | 34 | Lorenzo Baldassarri | GMT94 Yamaha              | Yamaha YZF R1       | 16   | +1 giro   | 19º     |       |

### Ritirati
| Nº | Pilota                | Squadra                   | Motocicletta        | Giri | Griglia |
| -- | --------------------- | ------------------------- | ------------------- | ---- | ------- |
| 22 | Alex Lowes            | Kawasaki Racing           | Kawasaki ZX-10RR    | 10   | 10º     |
| 32 | Isaac Viñales         | TPR by Vinales Racing     | Kawasaki ZX-10RR    | 9    | 22º     |
| 21 | Michael Ruben Rinaldi | Aruba.it Racing - Ducati  | Ducati Panigale V4R | 1    | 2º      |
| 51 | Eric Granado          | Petronas MIE Racing Honda | Honda CBR1000 RR-R  | 0    |         |
| 52 | Oliver König          | Orelac Racing Movisio     | Kawasaki ZX-10RR    | 0    |         |
| 45 | Scott Redding         | Rokit BMW Motorrad        | BMW M1000 RR        | 0    | 12º     |

### Squalificato
Petrucci viene squalificato perché trovato, al termine della gara durante le verifiche tecniche, senza la protezione toracica obbligatoria da regolamento.
| Nº | Pilota          | Squadra            | Motocicletta        | Giri | Tempo   | Griglia |
| -- | --------------- | ------------------ | ------------------- | ---- | ------- | ------- |
| 9  | Danilo Petrucci | Barni Spark Racing | Ducati Panigale V4R | 17   | +22.930 | 13º     |

## Superbike gara Superpole

### Arrivati al traguardo
| Pos. | Nº | Pilota                | Squadra                   | Motocicletta        | Giri | Tempo     | Griglia | Punti |
| ---- | -- | --------------------- | ------------------------- | ------------------- | ---- | --------- | ------- | ----- |
| 1º   | 1  | Álvaro Bautista       | Aruba.it Racing - Ducati  | Ducati Panigale V4R | 10   | 17'10.303 | 1º      | 12    |
| 2º   | 54 | Toprak Razgatlıoğlu   | Pata Yamaha Prometeon     | Yamaha YZF R1       | 10   | +2.110    | 8º      | 9     |
| 3º   | 55 | Andrea Locatelli      | Pata Yamaha Prometeon     | Yamaha YZF R1       | 10   | +2.385    | 10º     | 7     |
| 4º   | 7  | Iker Lecuona          | Team HRC                  | Honda CBR1000 RR-R  | 10   | +2.868    | 5º      | 6     |
| 5º   | 22 | Alex Lowes            | Kawasaki Racing           | Kawasaki ZX-10RR    | 10   | +2.965    | 6º      | 5     |
| 6º   | 77 | Dominique Aegerter    | GYTR GRT Yamaha           | Yamaha YZF R1       | 10   | +3.257    | 2º      | 4     |
| 7º   | 31 | Garrett Gerloff       | Bonovo Action BMW         | BMW M1000 RR        | 10   | +3.398    | 9º      | 3     |
| 8º   | 21 | Michael Ruben Rinaldi | Aruba.it Racing - Ducati  | Ducati Panigale V4R | 10   | +4.102    | 4º      | 2     |
| 9º   | 97 | Xavi Vierge           | Team HRC                  | Honda CBR1000 RR-R  | 10   | +4.884    | 12º     | 1     |
| 10º  | 47 | Axel Bassani          | Motocorsa Racing          | Ducati Panigale V4R | 10   | +6.031    | 14º     |       |
| 11º  | 9  | Danilo Petrucci       | Barni Spark Racing        | Ducati Panigale V4R | 10   | +6.154    | 11º     |       |
| 12º  | 45 | Scott Redding         | Rokit BMW Motorrad        | BMW M1000 RR        | 10   | +9.424    | 13º     |       |
| 13º  | 5  | Philipp Öttl          | Team GoEleven             | Ducati Panigale V4R | 10   | +10.428   | 15º     |       |
| 14º  | 28 | Bradley Ray           | Yamaha Motoxracing        | Yamaha YZF R1       | 10   | +14.325   | 18º     |       |
| 15º  | 75 | Ivo Lopes             | Rokit BMW Motorrad        | BMW M1000 RR        | 10   | +14.441   | 19º     |       |
| 16º  | 35 | Hafizh Syahrin        | Petronas MIE Racing Honda | Honda CBR1000 RR-R  | 10   | +21.393   | 20º     |       |
| 17º  | 34 | Lorenzo Baldassarri   | GMT94 Yamaha              | Yamaha YZF R1       | 10   | +23.623   | 17º     |       |
| 18º  | 76 | Loris Baz             | Bonovo Action BMW         | BMW M1000 RR        | 10   | +26.209   | 16º     |       |
| 19º  | 66 | Tom Sykes             | Kawasaki Puccetti Racing  | Kawasaki ZX-10RR    | 10   | +26.566   | 21º     |       |
| 20º  | 32 | Isaac Viñales         | TPR by Vinales Racing     | Kawasaki ZX-10RR    | 10   | +34.300   | 22º     |       |

### Ritirati
| Nº | Pilota       | Squadra         | Motocicletta     | Giri | Griglia |
| -- | ------------ | --------------- | ---------------- | ---- | ------- |
| 65 | Jonathan Rea | Kawasaki Racing | Kawasaki ZX-10RR | 9    | 3º      |
| 87 | Remy Gardner | GYTR GRT Yamaha | Yamaha YZF R1    | 9    | 7º      |

## Superbike gara 2

### Arrivati al traguardo
| Pos. | Nº | Pilota                | Squadra                  | Motocicletta        | Giri | Tempo     | Griglia | Punti |
| ---- | -- | --------------------- | ------------------------ | ------------------- | ---- | --------- | ------- | ----- |
| 1º   | 1  | Álvaro Bautista       | Aruba.it Racing - Ducati | Ducati Panigale V4R | 20   | 34'17.010 | 1º      | 25    |
| 2º   | 54 | Toprak Razgatlıoğlu   | Pata Yamaha Prometeon    | Yamaha YZF R1       | 20   | +8.583    | 2º      | 20    |
| 3º   | 21 | Michael Ruben Rinaldi | Aruba.it Racing - Ducati | Ducati Panigale V4R | 20   | +8.643    | 8º      | 16    |
| 4º   | 22 | Alex Lowes            | Kawasaki Racing          | Kawasaki ZX-10RR    | 20   | +11.366   | 5º      | 13    |
| 5º   | 65 | Jonathan Rea          | Kawasaki Racing          | Kawasaki ZX-10RR    | 20   | +12.824   | 10º     | 11    |
| 6º   | 97 | Xavi Vierge           | Team HRC                 | Honda CBR1000 RR-R  | 20   | +15.242   | 9º      | 10    |
| 7º   | 55 | Andrea Locatelli      | Pata Yamaha Prometeon    | Yamaha YZF R1       | 20   | +15.771   | 3º      | 9     |
| 8º   | 77 | Dominique Aegerter    | GYTR GRT Yamaha          | Yamaha YZF R1       | 20   | +16.516   | 6º      | 8     |
| 9º   | 7  | Iker Lecuona          | Team HRC                 | Honda CBR1000 RR-R  | 20   | +18.946   | 4º      | 7     |
| 10º  | 31 | Garrett Gerloff       | Bonovo Action BMW        | BMW M1000 RR        | 20   | +19.637   | 7º      | 6     |
| 11º  | 47 | Axel Bassani          | Motocorsa Racing         | Ducati Panigale V4R | 20   | +21.561   | 14º     | 5     |
| 12º  | 9  | Danilo Petrucci       | Barni Spark Racing       | Ducati Panigale V4R | 20   | +23.410   | 12º     | 4     |
| 13º  | 87 | Remy Gardner          | GYTR GRT Yamaha          | Yamaha YZF R1       | 20   | +25.255   | 11º     | 3     |
| 14º  | 5  | Philipp Öttl          | Team GoEleven            | Ducati Panigale V4R | 20   | +29.381   | 15º     | 2     |
| 15º  | 28 | Bradley Ray           | Yamaha Motoxracing       | Yamaha YZF R1       | 20   | +34.437   | 18º     | 1     |
| 16º  | 76 | Loris Baz             | Bonovo Action BMW        | BMW M1000 RR        | 20   | +37.717   | 16º     |       |
| 17º  | 75 | Ivo Lopes             | Rokit BMW Motorrad       | BMW M1000 RR        | 20   | +37.757   | 19º     |       |

### Ritirati
| Nº | Pilota              | Squadra                   | Motocicletta       | Giri | Griglia |
| -- | ------------------- | ------------------------- | ------------------ | ---- | ------- |
| 34 | Lorenzo Baldassarri | GMT94 Yamaha              | Yamaha YZF R1      | 18   | 17º     |
| 45 | Scott Redding       | Rokit BMW Motorrad        | BMW M1000 RR       | 14   | 13º     |
| 32 | Isaac Viñales       | TPR by Vinales Racing     | Kawasaki ZX-10RR   | 8    | 22º     |
| 66 | Tom Sykes           | Kawasaki Puccetti Racing  | Kawasaki ZX-10RR   | 0    | 21º     |
| 35 | Hafizh Syahrin      | Petronas MIE Racing Honda | Honda CBR1000 RR-R | 0    | 20º     |

## Supersport gara 1

### Arrivati al traguardo
| Pos. | Nº | Pilota              | Squadra                    | Motocicletta                 | Giri | Tempo     | Griglia | Punti |
| ---- | -- | ------------------- | -------------------------- | ---------------------------- | ---- | --------- | ------- | ----- |
| 1º   | 11 | Nicolò Bulega       | Aruba.it Racing            | Ducati Panigale V2           | 18   | 31'52.426 | 1º      | 25    |
| 2º   | 23 | Marcel Schrötter    | MV Agusta Reparto Corse    | MV Agusta F3 800 RR          | 18   | +0.626    | 2º      | 20    |
| 3º   | 54 | Bahattin Sofuoğlu   | MV Agusta Reparto Corse    | MV Agusta F3 800 RR          | 18   | +3.996    | 9º      | 16    |
| 4º   | 28 | Glenn van Straalen  | EAB Racing                 | Yamaha YZF R6                | 18   | +4.991    | 5º      | 13    |
| 5º   | 64 | Federico Caricasulo | Althea Racing              | Ducati Panigale V2           | 18   | +5.467    | 3º      | 11    |
| 6º   | 62 | Stefano Manzi       | Ten Kate Racing Yamaha     | Yamaha YZF R6                | 18   | +7.002    | 8º      | 10    |
| 7º   | 9  | Jorge Navarro       | Ten Kate Racing Yamaha     | Yamaha YZF R6                | 18   | +8.900    | 6º      | 9     |
| 8º   | 94 | Valentin Debise     | GMT94 Yamaha               | Yamaha YZF R6                | 18   | +9.553    | 7º      | 8     |
| 9º   | 29 | Nicholas Spinelli   | VFT Racing Webike Yamaha   | Yamaha YZF R6                | 18   | +12.693   | 11º     | 7     |
| 10º  | 66 | Niki Tuuli          | Dynavolt Triumph           | Triumph Street Triple RS 765 | 18   | +12.946   | 12º     | 6     |
| 11º  | 55 | Yari Montella       | Barni Spark Racing         | Ducati Panigale V2           | 18   | +16.690   | 10º     | 5     |
| 12º  | 99 | Adrián Huertas      | MTM Kawasaki               | Kawasaki ZX-6R               | 18   | +16.774   | 14º     | 4     |
| 13º  | 69 | Tom Booth-Amos      | Motozoo ME Air Racing      | Kawasaki ZX-6R               | 18   | +18.012   | 15º     | 3     |
| 14º  | 71 | Tom Edwards         | Yart-Yamaha                | Yamaha YZF R6                | 18   | +18.024   | 4º      | 2     |
| 15º  | 3  | Raffaele De Rosa    | Orelac Racing Verdnatura   | Ducati Panigale V2           | 18   | +21.207   | 18º     | 1     |
| 16º  | 14 | Lucas Mahias        | Kawasaki Puccetti Racing   | Kawasaki ZX-6R               | 18   | +22.098   | 13º     |       |
| 17º  | 32 | Oliver Bayliss      | D34G Racing                | Ducati Panigale V2           | 18   | +25.214   | 17º     |       |
| 18º  | 31 | Adrián Fernández    | Evan Bros. Yamaha          | Yamaha YZF R6                | 18   | +27.997   | 32º     |       |
| 19º  | 17 | John McPhee         | Vince64 by Puccetti Racing | Kawasaki ZX-6R               | 18   | +28.820   | 16º     |       |
| 20º  | 19 | Andrea Mantovani    | Evan Bros. Yamaha          | Yamaha YZF R6                | 18   | +29.256   | 20º     |       |
| 21º  | 51 | Anupab Sarmoon      | Yamaha Thailand Racing     | Yamaha YZF R6                | 18   | +38.960   | 19º     |       |
| 22º  | 16 | Yuta Okaya          | ProDina Kawasaki Racing    | Kawasaki ZX-6R               | 18   | +43.285   | 24º     |       |
| 23º  | 22 | Federico Fuligni    | Orelac Racing Verdnatura   | Ducati Panigale V2           | 18   | +43.519   | 23º     |       |
| 24º  | 4  | Harry Truelove      | Dynavolt Triumph           | Triumph Street Triple RS 765 | 18   | +43.671   | 29º     |       |
| 25º  | 68 | Luke Power          | Motozoo ME Air Racing      | Kawasaki ZX-6R               | 18   | +44.937   | 26º     |       |
| 26º  | 27 | Álvaro Díaz         | Arco Yart Yamaha           | Yamaha YZF R6                | 18   | +45.042   | 27º     |       |
| 27º  | 95 | Tarran Mackenzie    | Petronas MIE Honda         | Honda CBR600RR               | 18   | +46.388   | 28º     |       |

### Non classificato
| Nº | Pilota            | Squadra     | Motocicletta       | Giri | Griglia |
| -- | ----------------- | ----------- | ------------------ | ---- | ------- |
| 73 | Maximilian Kofler | D34G Racing | Ducati Panigale V2 | 9    | 22º     |

### Ritirati
| Nº | Pilota               | Squadra                  | Motocicletta   | Giri | Griglia |
| -- | -------------------- | ------------------------ | -------------- | ---- | ------- |
| 7  | Adam Norrodin        | Petronas MIE Honda       | Honda CBR600RR | 17   | 25º     |
| 24 | Apiwath Wongthananon | Yamaha Thailand Racing   | Yamaha YZF R6  | 12   | 21º     |
| 98 | Maiki Abe            | VFT Racing Webike Yamaha | Yamaha YZF R6  | 7    | 30º     |
| 44 | Baris Sahin          | MDR Offtec Yamaha        | Yamaha YZF R6  | 3    | 31º     |

## Supersport gara 2

### Arrivati al traguardo
| Pos. | Nº | Pilota              | Squadra                  | Motocicletta                 | Giri | Tempo     | Griglia | Punti |
| ---- | -- | ------------------- | ------------------------ | ---------------------------- | ---- | --------- | ------- | ----- |
| 1º   | 54 | Bahattin Sofuoğlu   | MV Agusta Reparto Corse  | MV Agusta F3 800 RR          | 18   | 31'50.395 | 9º      | 25    |
| 2º   | 23 | Marcel Schrötter    | MV Agusta Reparto Corse  | MV Agusta F3 800 RR          | 18   | +0.420    | 2º      | 20    |
| 3º   | 62 | Stefano Manzi       | Ten Kate Racing Yamaha   | Yamaha YZF R6                | 18   | +0.500    | 8º      | 16    |
| 4º   | 94 | Valentin Debise     | GMT94 Yamaha             | Yamaha YZF R6                | 18   | +2.563    | 7º      | 13    |
| 5º   | 28 | Glenn van Straalen  | EAB Racing               | Yamaha YZF R6                | 18   | +7.036    | 5º      | 11    |
| 6º   | 64 | Federico Caricasulo | Althea Racing            | Ducati Panigale V2           | 18   | +7.237    | 3º      | 10    |
| 7º   | 29 | Nicholas Spinelli   | VFT Racing Webike Yamaha | Yamaha YZF R6                | 18   | +7.749    | 11º     | 9     |
| 8º   | 66 | Niki Tuuli          | Dynavolt Triumph         | Triumph Street Triple RS 765 | 18   | +8.148    | 12º     | 8     |
| 9º   | 9  | Jorge Navarro       | Ten Kate Racing Yamaha   | Yamaha YZF R6                | 18   | +10.173   | 6º      | 7     |
| 10º  | 3  | Raffaele De Rosa    | Orelac Racing Verdnatura | Ducati Panigale V2           | 18   | +10.782   | 18º     | 6     |
| 11º  | 71 | Tom Edwards         | Yart-Yamaha              | Yamaha YZF R6                | 18   | +11.218   | 4º      | 5     |
| 12º  | 99 | Adrián Huertas      | MTM Kawasaki             | Kawasaki ZX-6R               | 18   | +12.209   | 14º     | 4     |
| 13º  | 14 | Lucas Mahias        | Kawasaki Puccetti Racing | Kawasaki ZX-6R               | 18   | +12.804   | 13º     | 3     |
| 14º  | 69 | Tom Booth-Amos      | Motozoo ME Air Racing    | Kawasaki ZX-6R               | 18   | +13.203   | 15º     | 2     |
| 15º  | 31 | Adrián Fernández    | Evan Bros. Yamaha        | Yamaha YZF R6                | 18   | +14.765   | 32º     | 1     |
| 16º  | 55 | Yari Montella       | Barni Spark Racing       | Ducati Panigale V2           | 18   | +14.952   | 10º     |       |
| 17º  | 19 | Andrea Mantovani    | Evan Bros. Yamaha        | Yamaha YZF R6                | 18   | +16.025   | 20º     |       |
| 18º  | 22 | Federico Fuligni    | Orelac Racing Verdnatura | Ducati Panigale V2           | 18   | +28.824   | 23º     |       |
| 19º  | 51 | Anupab Sarmoon      | Yamaha Thailand Racing   | Yamaha YZF R6                | 18   | +29.281   | 19º     |       |
| 20º  | 27 | Álvaro Díaz         | Arco Yart Yamaha         | Yamaha YZF R6                | 18   | +32.559   | 27º     |       |
| 21º  | 16 | Yuta Okaya          | ProDina Kawasaki Racing  | Kawasaki ZX-6R               | 18   | +36.992   | 24º     |       |
| 22º  | 7  | Adam Norrodin       | Petronas MIE Honda       | Honda CBR600RR               | 18   | +37.126   | 25º     |       |
| 23º  | 95 | Tarran Mackenzie    | Petronas MIE Honda       | Honda CBR600RR               | 18   | +37.171   | 28º     |       |
| 24º  | 73 | Maximilian Kofler   | D34G Racing              | Ducati Panigale V2           | 18   | +37.579   | 22º     |       |
| 25º  | 4  | Harry Truelove      | Dynavolt Triumph         | Triumph Street Triple RS 765 | 18   | +38.138   | 29º     |       |
| 26º  | 68 | Luke Power          | Motozoo ME Air Racing    | Kawasaki ZX-6R               | 18   | +42.809   | 26º     |       |
| 27º  | 98 | Maiki Abe           | VFT Racing Webike Yamaha | Yamaha YZF R6                | 18   | +1'01.009 | 30º     |       |

### Ritirati
| Nº | Pilota               | Squadra                    | Motocicletta       | Giri | Griglia |
| -- | -------------------- | -------------------------- | ------------------ | ---- | ------- |
| 11 | Nicolò Bulega        | Aruba.it Racing            | Ducati Panigale V2 | 16   | 1º      |
| 24 | Apiwath Wongthananon | Yamaha Thailand Racing     | Yamaha YZF R6      | 10   | 21º     |
| 17 | John McPhee          | Vince64 by Puccetti Racing | Kawasaki ZX-6R     | 8    | 16º     |
| 32 | Oliver Bayliss       | D34G Racing                | Ducati Panigale V2 | 6    | 17º     |
| 44 | Baris Sahin          | MDR Offtec Yamaha          | Yamaha YZF R6      | 6    | 31º     |

## Supersport 300 gara 1

### Arrivati al traguardo
| Pos. | Nº | Pilota                | Squadra                               | Motocicletta       | Giri | Tempo     | Griglia | Punti |
| ---- | -- | --------------------- | ------------------------------------- | ------------------ | ---- | --------- | ------- | ----- |
| 1º   | 6  | Jeffrey Buis          | MTM Kawasaki                          | Kawasaki Ninja 400 | 12   | 23'27.488 | 5º      | 25    |
| 2º   | 23 | Samuel Di Sora        | ProDina Kawasaki Racing               | Kawasaki Ninja 400 | 12   | +0.052    | 10º     | 20    |
| 3º   | 26 | Mirko Gennai          | BrCorse                               | Yamaha YZF-R3      | 12   | +0.098    | 19º     | 16    |
| 4º   | 53 | Petr Svoboda          | Fusport-RT Motorsport by SKM-Kawasaki | Kawasaki Ninja 400 | 12   | +0.341    | 16º     | 13    |
| 5º   | 12 | Humberto Maier        | Yamaha MS Racing/AD78 Latin America   | Yamaha YZF-R3      | 12   | +0.346    | 32º     | 11    |
| 6º   | 60 | Dirk Geiger           | Freudenberg KTM-Paligo Racing         | KTM RC 390 R       | 12   | +0.481    | 18º     | 10    |
| 7º   | 88 | Daniel Mogeda         | Kawasaki GP Project                   | Kawasaki Ninja 400 | 12   | +0.540    | 7º      | 9     |
| 8º   | 91 | Matteo Vannucci       | AG Motorsport Italia Yamaha           | Yamaha YZF-R3      | 12   | +0.806    | 6º      | 8     |
| 9º   | 73 | José Pérez González   | Accolade Smrž Racing BGR              | Kawasaki Ninja 400 | 12   | +0.849    | 2º      | 7     |
| 10º  | 99 | Galang Hendra Pratama | Sublime Racing by MS Racing           | Yamaha YZF-R3      | 12   | +1.025    | 4º      | 6     |
| 11º  | 39 | Enzo Valentim         | Yamaha MS Racing/AD78 Latin America   | Yamaha YZF-R3      | 12   | +2.467    | 14º     | 5     |
| 12º  | 48 | Julio García          | Flembbo-Pl Performances               | Kawasaki Ninja 400 | 12   | +2.530    | 13º     | 4     |
| 13º  | 77 | José Osuna Sáez       | Deza-Box 77 Racing                    | Kawasaki Ninja 400 | 12   | +2.638    | 12º     | 3     |
| 14º  | 35 | Yeray Saiz Marquez    | Accolade Smrž Racing BGR              | Kawasaki Ninja 400 | 12   | +13.898   | 17º     | 2     |
| 15º  | 69 | Troy Alberto          | Fusport-RT Motorsport by SKM-Kawasaki | Kawasaki Ninja 400 | 12   | +14.911   | 21º     | 1     |
| 16º  | 81 | Ioannis Peristeras    | ProGP Racing                          | Yamaha YZF-R3      | 12   | +17.472   | 28º     |       |
| 17º  | 93 | Marco Gaggi           | BrCorse                               | Yamaha YZF-R3      | 12   | +22.382   | 25º     |       |
| 18º  | 13 | Devis Bergamini       | ProGP Racing                          | Yamaha YZF-R3      | 12   | +22.394   | 31º     |       |
| 19º  | 45 | Clément Rougé         | Sublime Racing by MS Racing           | Yamaha YZF-R3      | 12   | +34.593   | 24º     |       |
| 20º  | 17 | Ruben Bijman          | Arco Motor University                 | Yamaha YZF-R3      | 12   | +40.049   | 11º     |       |
| 21º  | 71 | Iván Bolaño Hernández | Deza-Box 77 Racing                    | Kawasaki Ninja 400 | 12   | +42.458   | 27º     |       |
| 22º  | 98 | Shengjunjie Zhou      | China Racing                          | Kove 321RR         | 12   | +45.415   | 29º     |       |

### Ritirati
| Nº | Pilota              | Squadra                       | Motocicletta       | Giri | Griglia |
| -- | ------------------- | ----------------------------- | ------------------ | ---- | ------- |
| 25 | Mattia Martella     | ProDina Kawasaki Racing       | Kawasaki Ninja 400 | 11   | 15º     |
| 55 | Unai Calatayud      | Arco Motor University         | Yamaha YZF-R3      | 11   | 30º     |
| 47 | Fenton Seabright    | Kawasaki GP Project           | Kawasaki Ninja 400 | 10   | 1º      |
| 19 | Alessandro Zanca    | Team#109 Kawasaki             | Kawasaki Ninja 400 | 10   | 3º      |
| 80 | Gabriele Mastroluca | Arco Motor University         | Yamaha YZF-R3      | 10   | 26º     |
| 85 | Kevin Sabatucci     | Flembbo-Pl Performances       | Kawasaki Ninja 400 | 10   | 23º     |
| 7  | Loris Veneman       | MTM Kawasaki                  | Kawasaki Ninja 400 | 10   | 20º     |
| 41 | Raffaele Tragni     | AG Motorsport Italia Yamaha   | Yamaha YZF-R3      | 9    | 9º      |
| 28 | Lennox Lehmann      | Freudenberg KTM-Paligo Racing | KTM RC 390 R       | 7    | 22º     |
| 51 | Juan Urióstegui     | Team#109 Kawasaki             | Kawasaki Ninja 400 | 5    | 8º      |

## Supersport 300 gara 2

### Arrivati al traguardo
| Pos. | Nº | Pilota                | Squadra                               | Motocicletta       | Giri | Tempo     | Griglia | Punti |
| ---- | -- | --------------------- | ------------------------------------- | ------------------ | ---- | --------- | ------- | ----- |
| 1º   | 26 | Mirko Gennai          | BrCorse                               | Yamaha YZF-R3      | 12   | 23'34.182 | 20º     | 25    |
| 2º   | 91 | Matteo Vannucci       | AG Motorsport Italia Yamaha           | Yamaha YZF-R3      | 12   | +0.027    | 7º      | 20    |
| 3º   | 6  | Jeffrey Buis          | MTM Kawasaki                          | Kawasaki Ninja 400 | 12   | +0.183    | 6º      | 16    |
| 4º   | 73 | José Pérez González   | Accolade Smrž Racing BGR              | Kawasaki Ninja 400 | 12   | +0.332    | 3º      | 13    |
| 5º   | 88 | Daniel Mogeda         | Kawasaki GP Project                   | Kawasaki Ninja 400 | 12   | +0.400    | 8º      | 11    |
| 6º   | 60 | Dirk Geiger           | Freudenberg KTM-Paligo Racing         | KTM RC 390 R       | 12   | +0.578    | 19º     | 10    |
| 7º   | 39 | Enzo Valentim         | Yamaha MS Racing/AD78 Latin America   | Yamaha YZF-R3      | 12   | +0.620    | 15º     | 9     |
| 8º   | 12 | Humberto Maier        | Yamaha MS Racing/AD78 Latin America   | Yamaha YZF-R3      | 12   | +0.691    | 1º      | 8     |
| 9º   | 77 | José Osuna Sáez       | Deza-Box 77 Racing                    | Kawasaki Ninja 400 | 12   | +0.745    | 13º     | 7     |
| 10º  | 53 | Petr Svoboda          | Fusport-RT Motorsport by SKM-Kawasaki | Kawasaki Ninja 400 | 12   | +0.797    | 17º     | 6     |
| 11º  | 99 | Galang Hendra Pratama | Sublime Racing by MS Racing           | Yamaha YZF-R3      | 12   | +0.859    | 5º      | 5     |
| 12º  | 48 | Julio García          | Flembbo-Pl Performances               | Kawasaki Ninja 400 | 12   | +1.750    | 14º     | 4     |
| 13º  | 93 | Marco Gaggi           | BrCorse                               | Yamaha YZF-R3      | 12   | +1.838    | 25º     | 3     |
| 14º  | 47 | Fenton Seabright      | Kawasaki GP Project                   | Kawasaki Ninja 400 | 12   | +1.900    | 2º      | 2     |
| 15º  | 28 | Lennox Lehmann        | Freudenberg KTM-Paligo Racing         | KTM RC 390 R       | 12   | +2.101    | 23º     | 1     |
| 16º  | 69 | Troy Alberto          | Fusport-RT Motorsport by SKM-Kawasaki | Kawasaki Ninja 400 | 12   | +2.402    | 22º     |       |
| 17º  | 35 | Yeray Saiz Marquez    | Accolade Smrž Racing BGR              | Kawasaki Ninja 400 | 12   | +2.465    | 18º     |       |
| 18º  | 41 | Raffaele Tragni       | AG Motorsport Italia Yamaha           | Yamaha YZF-R3      | 12   | +2.487    | 10º     |       |
| 19º  | 7  | Loris Veneman         | MTM Kawasaki                          | Kawasaki Ninja 400 | 12   | +2.543    | 21º     |       |
| 20º  | 81 | Ioannis Peristeras    | ProGP Racing                          | Yamaha YZF-R3      | 12   | +2.979    | 28º     |       |
| 21º  | 25 | Mattia Martella       | ProDina Kawasaki Racing               | Kawasaki Ninja 400 | 12   | +17.352   | 16º     |       |
| 22º  | 13 | Devis Bergamini       | ProGP Racing                          | Yamaha YZF-R3      | 12   | +22.622   | 31º     |       |
| 23º  | 45 | Clément Rougé         | Sublime Racing by MS Racing           | Yamaha YZF-R3      | 12   | +25.770   | 24º     |       |
| 24º  | 19 | Alessandro Zanca      | Team#109 Kawasaki                     | Kawasaki Ninja 400 | 12   | +42.473   | 4º      |       |
| 25º  | 71 | Iván Bolaño Hernández | Deza-Box 77 Racing                    | Kawasaki Ninja 400 | 12   | +43.148   | 27º     |       |
| 26º  | 98 | Shengjunjie Zhou      | China Racing                          | Kove 321RR         | 12   | +43.233   | 29º     |       |

### Non classificato
| Nº | Pilota         | Squadra                 | Motocicletta       | Giri | Griglia |
| -- | -------------- | ----------------------- | ------------------ | ---- | ------- |
| 23 | Samuel Di Sora | ProDina Kawasaki Racing | Kawasaki Ninja 400 | 8    | 11º     |

### Ritirati
| Nº | Pilota              | Squadra               | Motocicletta       | Giri | Griglia |
| -- | ------------------- | --------------------- | ------------------ | ---- | ------- |
| 17 | Ruben Bijman        | Arco Motor University | Yamaha YZF-R3      | 10   | 12º     |
| 55 | Unai Calatayud      | Arco Motor University | Yamaha YZF-R3      | 9    | 30º     |
| 80 | Gabriele Mastroluca | Arco Motor University | Yamaha YZF-R3      | 9    | 26º     |
| 51 | Juan Urióstegui     | Team#109 Kawasaki     | Kawasaki Ninja 400 | 7    | 9º      |